# Morti nel 1476
| Questa pagina contiene informazioni ricavate automaticamente dalle voci biografiche con l'ausilio del template Bio e di un bot. L'aggiornamento è periodico e automatico e ricostruisce completamente la pagina. Se manca una persona in questa lista, sei pregato di non aggiungerla, ma accertati piuttosto che la sua voce biografica contenga il template Bio e che i dati anagrafici siano correttamente compilati. Se il template Bio manca, inseriscilo tu stesso o, in alternativa, metti l'avviso {{tmp\|Bio}} che ne segnala la mancanza. Se i dati riportati sono sbagliati, correggi direttamente la voce biografica; le modifiche saranno visibili in questa lista entro pochi giorni. Per chiarimenti vedi il progetto biografie. La lista contiene solo le 42 persone che sono citate nell'enciclopedia e per le quali è stato implementato correttamente il template Bio. Pagina aggiornata al 10 ago 2025. |

- 14 gennaio - Anna di York, nobile (n. 1439)
- 23 febbraio - Pietro Mocenigo, doge (n. 1406)
- 10 marzo - Simon de Lalaing, generale olandese (n. 1405)
- 14 marzo - Bosio I Sforza, condottiero italiano (n. 1411)
- 28 marzo - Giacomo Oliva, religioso italiano
- 26 aprile - Simonetta Vespucci, nobildonna italiana (n. 1453)
- 5 maggio - Bartolomeo Roverella, cardinale italiano (n. 1406)
- 8 giugno - Giovanni Battista Orsini, nobile italiano
- 6 luglio - Regiomontano, matematico, astronomo e astrologo tedesco (n. 1436)
- 18 luglio - Filippo Calandrini, cardinale e vescovo cattolico italiano (n. 1403)
- 19 luglio - Pierfrancesco de' Medici il Vecchio, banchiere italiano (n. 1430)
- 11 agosto - Margherita d'Este, nobile italiano (n. 1411)
- 20 agosto - Francesco Agnifili, vescovo cattolico italiano
- 23 agosto - Caterina di Sassonia, nobile (n. 1421)
- 4 settembre - Niccolò d'Este, nobile italiano (n. 1438)
- 8 settembre - Giovanni II d'Alençon, condottiero francese (n. 1409)
- 9 ottobre - Stefan III Branković, santo serbo
- 30 ottobre - Giovanni Cossa, nobile italiano (n. 1400)
- 9 novembre - Amico Agnifili, cardinale e vescovo cattolico italiano (n. 1398)
- 11 novembre - Rodrigo Manrique, nobile spagnolo (n. 1406)
- 28 novembre - Giacomo della Marca, presbitero, santo e francescano italiano (n. 1393)
- 1º dicembre - Agnese di Borgogna, duchessa (n. 1407)
- 12 dicembre - Federico I del Palatinato, nobile tedesco (n. 1425)
- 22 dicembre - Isabella Neville, principessa britannica (n. 1451)
- 26 dicembre - Giovanni Andrea Lampugnani, nobile italiano (n. 1430)
- 26 dicembre - Galeazzo Maria Sforza, italiano (n. 1444)
- 26 dicembre - Carlo Visconti, politico italiano
- Malatesta Ariosto, scrittore italiano (n. 1410)
- Giorgio VIII di Georgia, re (n. 1417)
- Antonio Biassa, politico e ammiraglio italiano
- Zanetto Bugatto, pittore italiano
- Francesco Calcagnini, politico e letterato italiano (n. 1405)
- Caterina di Challant, nobile italiana
- John Fortescue, giurista e politico inglese (n. 1385)
- Battista de Luco, mercante italiano
- Mōri Toyomoto, militare giapponese (n. 1444)
- Arnold Pannartz, monaco cristiano e tipografo ceco
- Raffaele I di Costantinopoli, arcivescovo ortodosso serbo
- Rāmānanda, filosofo indiano (n. 1400)
- Shō En, re giapponese (n. 1415)
- Manfredo I da Correggio, condottiero e politico italiano
- Isabelle de Beauvau, nobildonna francese